# San Antonio de Areco (partido)
San Antonio de Areco (Partido de San Antonio de Areco) is een partido in de Argentijnse provincie Buenos Aires. Het bestuurlijke gebied telt 21.333 inwoners.

## Plaatsen in partido San Antonio de Areco
- Duggan
- San Antonio de Areco
- Vagues
- Villa Lía (El Quintón)